# Antonio Montefusco
Antonio Montefusco (Maglie, 18 gennaio 1902 – Maglie, 17 maggio 1990) è stato un pittore italiano.

## Biografia
Antonio Montefusco nel 1914 frequenta i corsi di disegno e di plastica nella Scuola d’Arte di Maglie, dove apprende i primi rudimenti. Si trasferisce a Roma e frequenta il primo anno dell’Istituto di Belle Arti. Impaziente di arrivare al quarto anno per studiare il nudo, la sua passione, torna a Maglie per studiare da privatista. Il 14 luglio del 1924 ottiene la promozione al quarto anno del Liceo Artistico. Alla fine del 1925 il Ministero della Pubblica Istruzione bandisce per tutte le Accademie di Belle Arti d’Italia un concorso per quattro borse di studio da 3000 lire e un viaggio premio a Parigi: Montefusco si classifica primo. Nel 1926 alcuni suoi lavori vengono esposti al'Esposizione Internazionale di Melbourne, in Australia. Dopo gli anni di studio della pittura e del nudo all’Accademia, Montefusco ritorna a Maglie. Nel 1926 partecipa alla Biennale Leccese dove si aggiudica la medaglia d’argento per la pittura del Ministero della Pubblica Istruzione. L’anno successivo alla Mostra d’Arte di Taranto riceve un'altra medaglia d’argento per la pittura. Nel 1929 viene incaricato dal commendatore Giuseppe Tamborino Frisari di restaurare, arredare e decorare il suo palazzo a Maglie. Contemporaneamente vince il concorso per la decorazione della cattedrale di Parabita con I quattro Evangelisti dipinti a tempera nei pennoni della cupola e il Battesimo di San Giovanni con gli angeli oranti. Nella cattedrale di Melpignano viene installata la grande vetrata di San Giorgio eseguita a Milano su bozzetto di Montefusco.  Nel 1932 partecipa e viene premiato con la medaglia d'argento alla Seconda Mostra Biennale di Arte ed Industria di Taranto dove presenta la tela "Diana e Atteone", poi acquistata dalla Provincia di Lecce e attualmente conservata presso il Museo Provinciale "Sigismondo Castromediano". Nel 1937 realizza le immagini del poema in tre atti Romula di Giovanni Vulpis.
Nel 1940 insegna disegno nella Scuola media di Maglie e disegno – calligrafia nella Scuola di Avviamento di Maglie. 

Le sue opere pittoriche sono per la maggior parte olii e pastelli. Nella sua opera ha rappresentato principalmente nudi di donna, paesaggi soprattutto salentini ma anche cartelloni cinematografici e diverse opere sacre. Dallo stile tardo ottocentesco degli anni 20, Montefusco si sposta verso l'art déco e verso l’arte orientale. Sempre coerente con la sua formazione fu contrario ad ogni forma di corrente d'arte contemporanea. Il comune di Maglie gli ha intitolato una via.

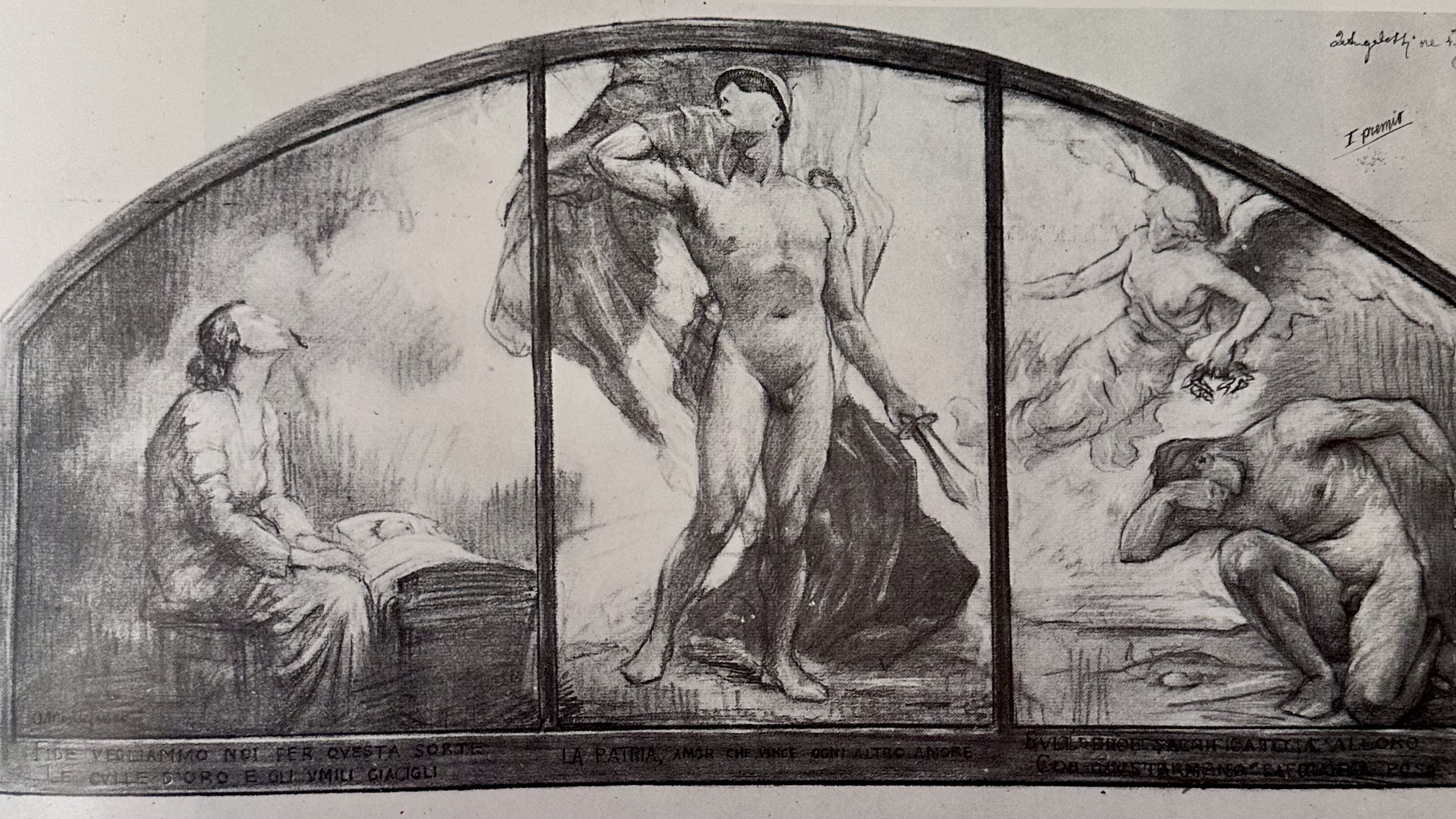
Bozzetto del 1925 - 1º Classificato Accademia di belle arti di Roma

## Opere
Poiché le opere pittoriche e quelle di architettura d'interni appartengono per la maggior parte a collezioni e proprietà private, le opere sacre sono le realizzazioni di Antonio Montefusco maggiormente fruibili dalla collettività. Tra queste sono degne di nota:
1. Diana e Atteone - dipinto su tela/pittura ad olio del 1932 Museo Provinciale "Sigismondo Castromediano" - Lecce[7][8]
2. Sacro Cuore nella chiesa della Madonna di Costantinopoli - Maglie
3. Sant'Antonio nella chiesa dell'ospedale - Maglie
4. Sant'Antonio nella chiesa del Sacro Cuore - Maglie
5. Madonna di Pompei nella chiesa del Sacro Cuore - Maglie
6. Sacra Famiglia nel convento dei P.P. Vocazionisti - Montesano Salentino
7. San Fedele da Silmaringen - dipinto su tela/pittura ad olio del 1949 nella chiesa di Alessano[9]
8. Madonna di Pompei nella cappella gentilizia Papaleo - Santa Cesarea Terme
9. San Francesco nella chiesa di Santa Cesarea Terme
10. Madonna Immacolata nella chiesa di Santa Cesarea Terme
11. Deposizione nel cimitero di Minervino di Lecce
12. Madonna di Pompei nella catedrale di Minervino di Lecce
13. Cenacolo nella cattedrale di Minervino di Lecce
14. Crocifissione nella cattedrale di Asmara (Eritrea)
15. San Giuseppe nel cimitero di Supersano
16. Cristo Risorto nel cimitero di Supersano
17. Deposizione nel cimitero di Maglie
18. Progetto del Calvario in pietra leccese Maglie

## Riconoscimenti
- Premio alla II Biennale Europea di Arte Contemporanea di Roma (1972)[10]
- Medaglia d'argento alla II Biennale Leccese (1926)[11]
- Medaglia d'argento alla Seconda Biennale di Arte di Terra Jonica - Taranto (1928)[2]
- Medaglia d'argento alla Terza Biennale di Arte di Terra Jonica - Taranto (1932)[2]
- Esposizione presso la Quarta Biennale Europea di Pittura e Scultura Contemporanea a Bruxelles (1976)